# The Girl Who Was... Death
The Girl Who Was... Death - płyta Devil Doll wydana w 1989 roku.
Powstała w okresie między od marca do lipca 1988, pod wpływem inspiracji serialem Patricka McGoohana pt. „The Prisoner” (Więzień), emitowanym przez telewizję brytyjską. 22 grudnia tego samego roku utwór pierwszy raz wykonano publicznie w KUD France Prešeren Theatre w Ljubljanie. 4 marca 1989 roku zostało wykonane 500 kopii albumu. Podczas kolejnego występu rozdano 150 kopii publiczności a pozostałe 350 zniszczył Mr. Doctor.
Nagranie to 5 lat później wznowił Devil Doll Fan Club. Jednak jedynie 150 oryginalnych kopii zawiera Intro i Outro. Intro to temat z "The Prisoner" w wykonaniu Devil Doll, a Outro jest narracją wykonywaną przez Mr. Doctora przy akompaniamencie orkiestry.

## Lista utworów
1. "The Girl Who Was... Death" – 66:06